# Scintigrafia per la ricerca di angiomi epatici
La scintigrafia per la ricerca di angiomi epatici è una metodica non invasiva di Medicina Nucleare alla quale vengono sottoposti i pazienti che presentino il sospetto di un angioma in sede epatica (fegato) alle indagini morfologiche (es. ecografia, TC addome). Il radiofarmaco utilizzato da somministrare per via endovenosa al paziente il 9mTc-pertecnetato.

## Preparazione del paziente
Non vi è alcuna preparazione all'esame; sono consentite sia la regolare assunzione di farmaci che di cibo e/o liquidi.

## Somministrazione del radiofarmaco
Tecnica "in vitro" (con maggior resa di marcatura, ma più invasiva) 
Prima della somministrazione del radiofarmaco, vengono prelevati 1-3 cc di sangue eparinato del paziente (10-15 U di eparina/mL), vengono quindi aggiunti pirofosfato stannoso (necessario per la marcatura in quanto agente riducente del 99mTc-pertecnetato), acido citrico, citrato di sodio, destrosio ed infine una dose elevata (925 MBq) di  99mTc-pertecnetato in massimo 3 mL. Dopo circa 20 minuti di incubazione, si può iniettare per via endovenosa al paziente. 
Resa di marcatura ≥ 95%. 
Tecnica "in vivo" (con minor resa di marcatura, ma più comunemente utilizzata)
La tecnica prevede la marcatura endovenosa degli eritrociti autologhi previa iniezione di un bolo di pirofosfato stannoso (e sostanze aggiuntive sovracitate); trascorsi 15-20 minuti, si opera la somministrazione dell'isotopo (925 MBq) per via endovenosa.
Resa di marcatura ≥ 90%.
Tecnica "in vivo" modificata (meno frequentemente utilizzata) 
La tecnica prevede l'unione delle due metodiche già trattate: l'iniezione endovena del pirofosfato stannoso alla quale segue, terminata la canonica attesa di 15-20 minuti, il prelievo degli eritrociti autologhi eparinati; si opera, quindi, la marcatura con 99mTc-pertecnetato, il quale, riducendosi analogamente a quanto avviene nelle altre procedure, viene "inglobato" dai globuli rossi".

## Protocolli di acquisizione
La prima parte dell'esame consiste in un'acquisizione dinamica, che inizia in contemporanea alla somministrazione del radiofarmaco: disponendo di un collimatore a fori paralleli HR (High Resolution) o UHR, viene registrato 1 frame ogni 4 s per 90 s in matrice di 128x128 pixels. Naturalmente la centratura delle immagini del paziente deve tenere conto della localizzazione del sospetto angioma.
Segue un'acquisizione planare, cosiddetta di "pool vascolare", effettuata con una matrice di 256x256 pixels ed almeno 106 conteggi in proiezione anteriore, laterale destra e posteriore.
Infine l'esame è completato da un'acquisizione tardiva a distanza di 1-2 ore dal momento dall'iniezione del radiofarmaco: analogamente alle immagini precedenti, deve essere acquisita con una matrice di 256x256 pixels ed almeno 106 conteggi in proiezione anteriore, laterale destra e posteriore. Può inoltre essere indicata l'acquisizione tramite SPECT/CT su 360° (matrice 64x64, 60 steps, 20 s/step) per migliorare il dettaglio anatomico.

## Analisi ed interpretazione delle immagini
Le immagini dinamiche mostrano un'area fredda che, durante la fase di "pool vascolare", può scomparire progressivamente ed essere sostituita da un'area calda. Le immagini tardive mostrano sempre un'area calda. Negli angiomi di piccole dimensioni la SPECT è indispensabile. Vengono considerate positive tutte le aree ipercaptanti. In quanto alla scala di colori da applicare per leggere le immagini, si consiglia la scala dei grigi.

## Sorgenti di errore
- Bassa efficienza di marcatura
- Movimento del paziente durante le acquisizioni delle immagini